# آيجير
آيجير (بالإنجليزية: Aegir)‏ أو زحل السادس والثلاثون (التعيين المؤقت S/2004 S 10) هو قمر تبع لكوكب زحل. وكان هذا الاكتشاف أعلنه سكوت شيبارد وديفيد جويت وجان كلينا وبرايان مارسدن في يوم 4 نيسان 2005 من الملاحظات التي اتخذت بين 12 يناير 2004 و11 مارس 2005.
يبلغ قطره حوالي 6 كم، ويدور حول زحل على مسافة متوسطو 19.618 ميغامتر في 1025.908 يوم، على ميل من 167 ° لمسار الشمس (1025.908 درجة لزحل خط الاستواء)، في اتجاه رجعي والشذوذ المداري 0.237.
اسمه مشتق من الميثولوجيا اليونانية.